# أندريه بون
أندريه بون (بالفرنسية: André Bon)‏ هو ملحن فرنسي، ولد في 17 أغسطس 1946 في ليل في فرنسا.

## روابط خارجية
- أندريه بون على موقع IMDb (الإنجليزية)
- أندريه بون على موقع ميوزك برينز (الإنجليزية)